# Мендота (Каліфорнія)
Мендота (англ. Mendota) — місто (англ. city) в США, в окрузі Фресно штату Каліфорнія. Населення — 12 595 осіб (2020).

## Географія
Мендота розташована за координатами 36°45′22″ пн. ш. 120°22′42″ зх. д. / 36.75611° пн. ш. 120.37833° зх. д. (36.755990, -120.378237).  За даними Бюро перепису населення США в 2010 році місто мало площу 8,50 км², з яких 8,49 км² — суходіл та 0,01 км² — водойми.

## Демографія
Згідно з переписом 2010 року, у місті мешкало 11 014 осіб у 2424 домогосподарствах у складі 2085 родин. Густота населення становила 1296 осіб/км². Було 2556 помешкань (301/км²).
Расовий склад населення:
| - 52,9 % — білих - 1,4 % — корінних американців - 1,0 % — чорних або афроамериканців - 0,7 % — азіатів - 40,5 % — осіб інших рас |

До двох чи більше рас належало 3,4 %. Частка іспаномовних становила 96,6 % від усіх жителів.
За віковим діапазоном населення розподілялося таким чином: 33,9 % — особи молодші 18 років, 61,4 % — особи у віці 18—64 років, 4,7 % — особи у віці 65 років та старші. Медіана віку мешканця становила 26,2 року. На 100 осіб жіночої статі у місті припадало 123,6 чоловіків;  на 100 жінок у віці від 18 років та старших — 134,3 чоловіків також старших 18 років.
Середній дохід на одне домашнє господарство  становив 32 246 доларів США (медіана — 25 862), а середній дохід на одну сім'ю — 31 700 доларів (медіана — 25 846). Медіана доходів становила 28 893 долари для чоловіків та 17 917 доларів для жінок. За межею бідності перебувало 46,5 % осіб, у тому числі 60,8 % дітей у віці до 18 років та 26,5 % осіб у віці 65 років та старших.
Цивільне працевлаштоване населення становило 3859 осіб. Основні галузі зайнятості: сільське господарство, лісництво, риболовля — 61,6 %, освіта, охорона здоров'я та соціальна допомога — 9,1 %, роздрібна торгівля — 6,5 %, оптова торгівля — 5,9 %.
В Мендоті також розташована в’язниця Federal Correctional Institution з прилеглим до неї виправним табором-сателітом, в якій засуджені відбувають тривалі терміни покарання. Станом на травень 2024 року у ній перебувало 931 ув’язнених.